# レイジコミック
レイジコミックとは、ある種の怒りやその他の表情を表した落書のような顔をコラ素材として作る短いウェブコミックである。インターネットミームのように拡散し、これによって広まったミームも多く存在する。Ars Technicaは、標準化されたオンラインコミュニケーションの手段であると評している。レイジコミックの受け入れられている理由は体験をユーモラスに表現する能力にある。その表現力と標準化された容易に識別出来る顔は、外国語としての英語を教えるのにも使える程である。

## 歴史
レイジコミックは、2007年に画像掲示板サイト・4chanで生まれ、インターネットフォーラムサイト・Redditで広まった。2009年に盛り上がりを見せ、2011年1月にはレイジコミックのタグ"fffffffuuuuuuuuuuuu-"が、Redditの良く読まれたネタ20にランクインした。元々は、「レイジガイ」の顔だけ置いて、書いた人の不満を表明するもので、2x2の枠で書かれたコミック・ストリップのオチとして使われたが、後に色々な構成等が使われるようになった。
2010年にはチェーンストア Hot Topicがこれらの柄を書いたシャツを売り出したが、4chanの参加者はこれに対抗して、「レイジガイ」を「レイスガイ（Race Guy）」と名付け直しホットトピックが人種差別を広げていると触れ回って、間もなくお倉入りとなった。
日本でも話題になった一例として、別かれた恋人の置いていった妊娠検査薬を使用して陽性になったことをこの形式でRedditに投稿し、精巣ガンの可能性を指摘されて、検査を行ったところ発見されたという事例があった。